# The Evil Within 2
The Evil Within 2 (litt. Le Mal intérieur 2) est un jeu vidéo de tir à la troisième personne de type survival horror développé par Tango Gameworks et édité par Bethesda Softworks pour Microsoft Windows, PlayStation 4 et Xbox One. Le jeu est sorti dans le monde entier le 13 octobre 2017, et est la suite du jeu The Evil Within sorti en 2014.

## Synopsis
Trois ans après les événements de Beacon Mental Hospital, Sebastian Castellanos a quitté le département de police de la ville de Krimson pour traquer la mystérieuse organisation Mobius. Cependant, il continue à être hanté par ce qu'il a vécu à Beacon, la disparition de sa femme, Myra, et la mort de sa fille, Lily, lors d'un incendie. Noyant ses peines dans un bar, Sebastian est alors approché par son ancienne partenaire au sein de la police et qui s'est révélée agent de Mobius, Juli Kidman, qui lui révèle que Lily est toujours en vie.
C'est donc à contrecœur que Sebastian va devoir s'associer à l'organisation Mobius s'il souhaite avoir une chance de retrouver sa fille saine et sauve et la libérer du système STEM.

## Développement

### Audio
Anson Mount qui prête sa voix à Sebastian Castellanos dans le premier volet est remplacé par Marqus Bobesich. Il en est de même pour Jennifer Carpenter et Tasia Valenza qui se voient remplacées par Meg Saricks et Elizabeth Saydah pour les rôles de Juli Kidman et de Myra Castellanos.